# Монті Волш (фільм, 1970)
«Монті Волш» (англ. Monte Walsh) — американський вестерн 1970 року Вільяма А. Фрейкера, для якого фільм був режисерським дебютом. Це прекрасний вестерн, у якому йдеться про кінець старого Заходу. У кінострічці в одній з головних ролей знявся американський кіноактор українського походження, лауреат премії «Оскар» — Джек Паланс (1920—2006).

## Сюжет
Монті Волш (Лі Марвін) і Чет Ролінз (Джек Паланс) — приятелі ковбої, уже в літах, знайшли роботу на ранчо Кела Бренана (Джим Дейвіс). Тут Монті відвідує давню знайому Мартін (Жанна Моро) — дівчину з салону. Справи на ранчо йдуть не дуже добре, тому трьох ковбоїв звільняють. Серед них і Чет Ролінз, який вирішує змінити своє бурлацьке життя на осіле, і одружується з Мері Ігл (Аллін Енн МакЛері), вдовою, яка володіє прибутковою крамницею.
Монті теж хоче осісти і пропонує Мартін шлюб, але вона відмовляється. Підпилий Монті приборкує дикого коня. Це бачить власник родео і пропонує йому роботу, але Монті вважає, що така робота принизила б його гідність. Безробітний старий друг Монті — Шоті (Мітч Райан), грабуючи крамницю, вбиває Чета Ролінза (Джек Паланс). Знавіснілий після смерті коханої Мартін, Монті розшукує Шоті та вбиває його. Коли Шоті вмирає, Монті говорить йому, що він приборкав мустанга.

## Ролі виконують
| Лі Марвін        | •••• | Монті Волш     |
| Джек Паланс      | •••• | Чет Ролінз     |
| Жанна Моро       | •••• | Мартін Бернард |
| Мітчел Раян      | •••• | Шоті Остін     |
| Джим Дейвіс      | •••• | Кел Бренан     |
| Алін Енн Маклері | •••• | Мері Ігл       |

## Навколо фільму
- Назва «Монті-Волш» взята з назви роману Джека Шефера[en] 1963 року, але сюжет фільму мало подібний до змісту книги.
- Мітчел Раян зізнався, що перш ніж грати у цьому фільмі, він нічого не знав про коней.

## Нагороди
- 1971 Премія «Лаврова нагорода», Laurel Awards[en]:
  - премія «Золотий лавр», 3 місце за найкращу гру — Лі Марвін